# جيان ماريا فولونتي
جيان ماريا فولونتي (بالإيطالية: Gian Maria Volonté)‏ هو كاتب سيناريو وممثل إيطالي، ولد في 9 أبريل 1933 بميلانو في إيطاليا، وتوفي في 6 ديسمبر 1994 بفلورينا في اليونان بسبب نوبة قلبية. بدأ مشواره المهني سنة 1957.

## أعمال

### أفلام
- (1964) من أجل حفنة دولارات
- (1970) تحقيق مع مواطن فوق مستوى الشبهات
- (1972) حبكة

## وصلات خارجية
- جيان ماريا فولونتي على موقع IMDb (الإنجليزية)
- جيان ماريا فولونتي على موقع ألو سيني (الفرنسية)
- جيان ماريا فولونتي على موقع تيرنر كلاسيك موفيز (الإنجليزية)
- جيان ماريا فولونتي على موقع أول موفي (الإنجليزية)
- جيان ماريا فولونتي على موقع قاعدة بيانات الأفلام السويدية (السويدية)
- جيان ماريا فولونتي على موقع ديسكوغز (الإنجليزية)
- جيان ماريا فولونتي على موقع قاعدة بيانات الفيلم (الإنجليزية)
- جيان ماريا فولونتي على موقع كينوبويسك (الروسية)